# Cot Trieng (Kuala)
Cot Trieng is een bestuurslaag in het regentschap Bireuen van de provincie Atjeh, Indonesië. Cot Trieng telt 1187 inwoners (volkstelling 2010).